# 외위스테인 브로텐
외위스테인 브로텐(영어: Øystein Bråten, 1995년 7월 21일~)은 노르웨이의 프리스타일 스키 선수로 주 종목은 슬로프스타일이다. 올림픽에 2회 참가했고 2018년 동계 올림픽 남자 슬로프스타일 종목에서 금메달을 획득했다. 또한 동계 X게임에서 금메달 2개, 은메달 2개, 동메달 1개를 획득했다.

## 개인사
형인 예르문은 스노보드 선수이다.